# Gold (piosenka)
"Gold" to debiutancki singel amerykańskiej piosenkarki Kiiary, wydany jako główny singel pochodzący z jej debiutanckiej EP-ki Low Kii Savage. Komercyjnie, singel zdobył popularność dopiero w połowie 2016 roku, zajmując pozycję 13. na amerykańskiej liście Billboard Hot 100. Remiks z gościnnym udziałem Lil Wayne'a został zrealizowany 18 listopada 2016 r.

## Notowania

### Notowania cotygodniowe
| Lista (2015-2017)                               | Najwyższa pozycja |
| ----------------------------------------------- | ----------------- |
| Australia (ARIA)                                | 5                 |
| Austria (Ö3 Austria Top 40)                     | 50                |
| Belgia (Ultratop 50 Flanders)                   | 15                |
| Belgia (Ultratip Wallonia)                      | 4                 |
| Bułgaria (PROPHON)                              | 10                |
| Kanada (Canadian Hot 100)                       | 20                |
| Kanada Hot AC (Billboard)                       | 47                |
| Kanada CHR/Top 40 (Billboard)                   | 8                 |
| Czechy (Singles Digitál Top 100)                | 27                |
| Dania (Tracklisten)                             | 12                |
| Niemcy (Official German Charts)                 | 42                |
| Irlandia (IRMA)                                 | 32                |
| Włochy (FIMI)                                   | 53                |
| Liban (Lebanese Top 20)                         | 13                |
| Holandia (Single Top 100)                       | 56                |
| Nowa Zelandia (Recorded Music NZ)               | 22                |
| Portugalia (AFP)                                | 36                |
| Rumunia (Media Forest)                          | 6                 |
| Szkocja (Official Charts Company)               | 37                |
| Słowacja (Singles Digitál Top 100)              | 25                |
| Szwecja (Sverigetopplistan)                     | 29                |
| Szwajcaria (Schweizer Hitparade)                | 53                |
| Wielka Brytania (Official Charts Company)       | 48                |
| Stany Zjednoczone (Hot 100)                     | 13                |
| Stany Zjednoczone Adult Top 40 (Billboard)      | 20                |
| Stany Zjednoczone Mainstream Top 40 (Billboard) | 5                 |
| Stany Zjednoczone Rhythmic (Billboard)          | 9                 |

### Notowania końcoworoczne
| Lista (2016)                          | Najwyższa pozycja |
| ------------------------------------- | ----------------- |
| Australia (ARIA)                      | 26                |
| Belgia (Ultratop Flanders)            | 49                |
| Dania (Tracklisten)                   | 85                |
| Kanada (Canadian Hot 100)             | 53                |
| Nowa Zelandia (Recorded Music NZ)     | 34                |
| Szwecja (Sverigetopplistan)           | 93                |
| Szwajcaria (Schweizer Hitparade)      | 91                |
| Stany Zjednoczone (Billboard Hot 100) | 52                |
| Stany Zjednoczone (Mainstream Top 40) | 28                |

| Notowanie (2017)      | Pozycja |
| --------------------- | ------- |
| Rumunia (Airplay 100) | 17      |

## Certyfikaty i sprzedaż
| Kraj                         | Certyfikat         | Sprzedaż   |
| ---------------------------- | ------------------ | ---------- |
| Australia (ARIA)             | 2× platynowa płyta | 140 000+   |
| Belgia (BEA)                 | platynowa płyta    | 20 000+    |
| Brazylia (Pro-Música Brasil) | platynowa płyta    | 60 000+    |
| Dania (IFPI Danmark)         | platynowa płyta    | 60 000+    |
| Kanada (MC)                  | 4× platynowa płyta | 320 000+   |
| Niemcy (BVMI)                | złota płyta        | 200 000+   |
| Nowa Zelandia (RMNZ)         | platynowa płyta    | 30 000+    |
| Polska (ZPAV)                | platynowa płyta    | 50 000+    |
| Stany Zjednoczone (RIAA)     | 3× platynowa płyta | 3 000 000+ |
| Wielka Brytania (BPI)        | platynowa płyta    | 600 000+   |
| Włochy (FIMI)                | platynowa płyta    | 50 000+    |

## Historia wydania
| Kraj              | Data                 | Format           | Wytwórnia        | Ref.                        |
| ----------------- | -------------------- | ---------------- | ---------------- | --------------------------- |
| Świat             | 17 czerwca 2015      | Streaming        | Atlantic         | [ 48 ]                      |
| Świat             | 26 października 2015 | Digital download | Atlantic, Warner | [ 49 ] [ 50 ] [ 51 ] [ 52 ] |
| Włochy            | 15 kwietnia 2016     | Mainstream radio | Atlantic         | [ 53 ]                      |
| Stany Zjednoczone | 10 maja 2016         | Mainstream radio | Atlantic, Warner | [ 54 ]                      |